# وي بيلونغ توغيذر (أغنية راندي نيومان)
وي بيلونغ توغيذر (بالإنجليزية: We Belong Together)‏ هي أغنية من كتابة وتأليف وأداء راندي نيومان لفيلم 2010 حكاية لعبة 3. رشحت الأغنية لجوائز أفضل أغنية أصلية متعددة من مختلف لجان جوائز مجتمع الأفلام والسينما. فازت الأغنية بجائزة الأوسكار لأفضل أغنية أصلية في حفل توزيع جوائز الأوسكار الثالث والثمانون في فبراير 2011.

## نسخ التغطية
تمت تغطية الأغنية من قبل بريان ويلسون في ألبومه في 2011، إن ذا كي أوف ديزني.